# Zoran Vorotović
Zoran Vorotović (en serbio: Зоран Воротовић; Herceg Novi, Yugoslavia, 12 de agosto de 1958-4 de julio de 2024) fue un futbolista montenegrino que jugó en la posición de lateral izquierdo.

### Carrera del club
Vorotović empezó a jugar al fútbol en el Sutjeska Nikšić. Posteriormente jugó en la Primera Liga de Yugoslavia con Budućnost Titograd y Spartak Subotica.
En 1987, se mudó a Turquía, donde jugó 68 partidos en la Superliga turca durante tres años con Sarrier.

### Vida privada
Vorotović resultó gravemente herido en un accidente de tráfico en 2001. 

### Muerte
Falleció el 4 de julio de 2024. 

## Equipos
| Periodo   | Club                  |
| --------- | --------------------- |
| 1975–1976 | FK Sutjeska Nikšić    |
| 1977–1986 | FK Budućnost Titograd |
| 1986–1987 | Red Star Belgrade     |
| 1987–1990 | Sarıyer SK            |
| 1990–1991 | FK Spartak Subotica   |

## Logros
- Copa Intertoto (1): 1981